# Joeri Jesse Heerkens
Joeri Jesse Heerkens (* 8. května 2006 Broumov) je nizozemský fotbalista, který hraje jako brankář za český klub Sparta Praha a nizozemskou reprezentaci do 19 let. Je bývalým mládežnickým reprezentantem Česka.
Na mládežnické úrovni hrál za Slovan Broumov, Náchod, Hradec Králové a od roku 2021 Spartu Praha. Od 27. února 2024 do 30. června 2024 byl na hostování v Loko Vltavín. Za B-tým Sparty debutoval v roce 2024.
Reprezentoval Česko v kategoriích do 16, 17 a 18 let. Od roku 2023 je mládežnickým reprezentantem Nizozemska, hrál za reprezentaci do 18 let a hraje za reprezentaci do 19 let.

## Úspěchy

### AC Sparta Praha
- Mistr Česka do 19 let: 2022/23,[1] 2023/24[1]